# Маунт-Вилсон

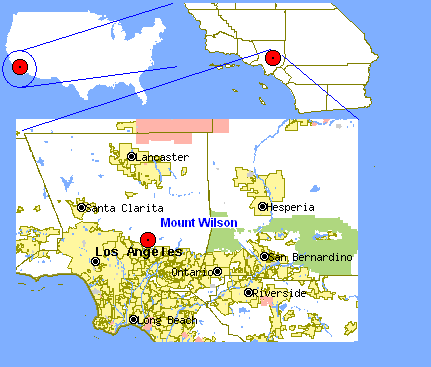
Местоположение обсерватории

Ма́унт-Ви́лсон (англ. Mount Wilson Observatory (MWO), код обсерватории «672») — астрономическая обсерватория на горе Вилсон (высота 1742 метра), к северо-западу от Лос-Анджелеса, Калифорния.

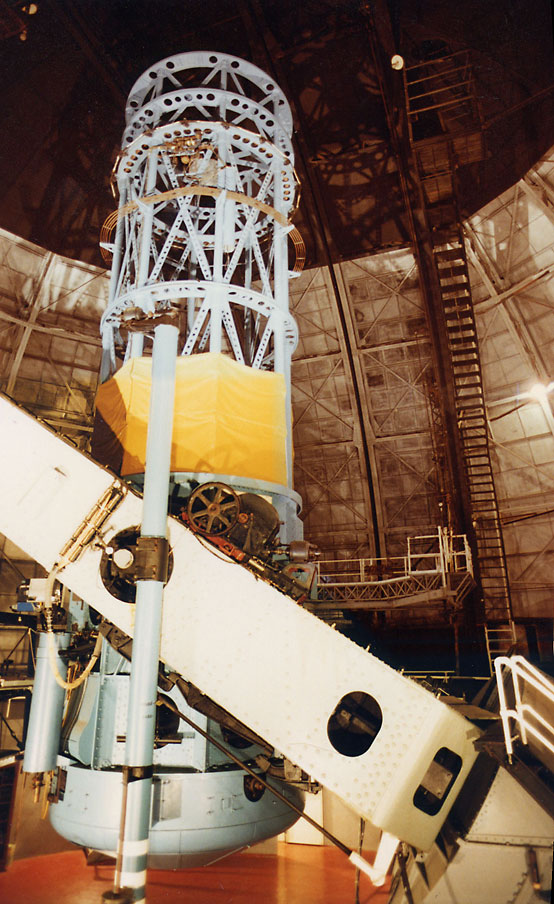
100-дюймовый телескоп обсерватории

Воздух на горе Вилсон более спокойный, чем в других частях Северной Америки, что делает её идеальным местом для астрономических наблюдений, в частности — для интерферометрии. Рост Большого Лос-Анджелеса существенно ограничил возможности лаборатории в плане исследования глубокого космоса, однако она по-прежнему остается продуктивным местом для научных исследований.
Обсерватория была официально открыта 8 декабря 1908 года. Первым директором обсерватории стал Джордж Эллери Хейл. На сегодняшний день в лаборатории работают два телескопа-рефлектора (60-дюймовый и 100-дюймовый), три солнечных телескопа, а также ряд интерферометрических устройств.
Обсерватория известна в значительной степени как место работы Эдвина Хаббла, который, благодаря рекордному на тот момент 100-дюймовому телескопу обсерватории, собрал достаточно данных, чтобы убедительно показать зависимость между красным смещением галактик и расстоянием до них (Закон Хаббла).

## 100-дюймовый телескоп Хокера
Решающую роль в финансировании постройки 100-дюймового телескопа сыграл Джон Хокер. Для изготовления зеркала была выбрана фабрика Сант-Гобана. В 1906 было начато изготовление зеркала, а закончилось лишь к 1908 году. На этапе изготовления телескопа возникли значительные трудности, рассматривался даже вариант изготовления зеркала заново. В 1917 году на обсерватории установили новый 100-дюймовый рефлекторный телескоп с поперечником главного стеклянного зеркала 258 см и решётчатым тубусом. Долгое время он оставался самым крупным телескопом мира, пока, уже после Второй мировой войны, не был превзойдён 200-дюймовым рефлектором обсерватории Маунт-Паломар. Полностью телескоп был закончен 2 ноября 1917 года. Цена 42000$.

## Известные сотрудники
- Хаббл, Эдвин
- Дейч, Армин
- Джой, Альфред Хэррисон
- Петтит, Эдисон
- Пиз, Фрэнсис Глэдхейм
- Ричи, Джордж Уиллис